# Tatjana Alexandrowna Nawka
Tatjana Alexandrowna Nawka (russisch Татьяна Александровна Навка; ukrainisch Тетяна Олександрівна Навка / Tetjana Oleksandriwna Nawka; belarussisch Таццяна Аляксандраўна Наўка / Tazzjana Aljaksandrauna Nauka; * 13. April 1975 in Dnepropetrowsk, Ukrainische SSR, Sowjetunion) ist eine ehemalige russische Eiskunstläuferin, die für die Sowjetunion, Belarus und Russland im Eistanz startete. 2015 heiratete sie Wladimir Putins Sprecher Dmitri Peskow.

## Werdegang
Tatjana Nawka begann im Alter von fünf Jahren mit dem Eiskunstlaufen. Sie trainierte zunächst als Einzelläuferin bei dem Trainer, bei dem auch Oksana Bajul begann. Mit zwölf Jahren bekam sie jedoch Schwierigkeiten mit den Sprüngen wegen eines Wachstumsschubs.
Sie kam zu Trainerin Natalja Dubowa nach Moskau und trainierte zusammen mit Samwel Gesaljan, der später mit Jennifer Goolsbee deutscher Meister im Eistanz wurde. Das Paar Nawka/Gesaljan startete für Belarus.
1997 fand Tatjana Nawka einen neuen Eistanzpartner in Nikolai Morosow, der heute ein erfolgreicher Eistanztrainer und Choreograf ist. Auch er kam aus Belarus. Ihr neuer Trainer wurde Alexander Schulin. Die Partnerschaft mit Nikolai Morosow endete nach den Weltmeisterschaften 1998, weil Nikolai Morosow seine Amateurkarriere beendete.

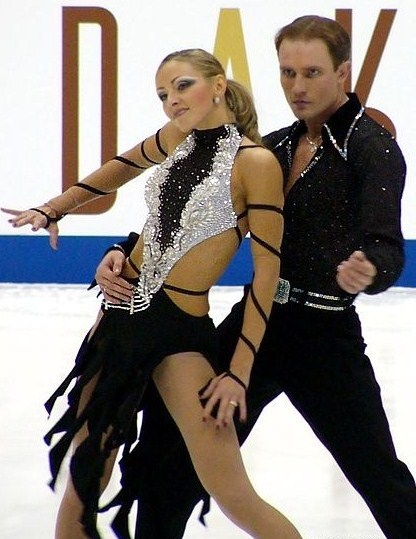
Tatjana Nawka mit Eistanzpartner Roman Kostomarow, 2004

1998 liefen Tatjana Nawka und Roman Kostomarow ihre erste Saison zusammen. Sie wurden von Natalja Linitschuk und Gennadi Karponossow in Newark, Delaware trainiert. Auf Betreiben Natalja Linitschuks wechselte Roman Kostomarow die Partnerin und trainierte fortan mit Anna Semenowitsch, eine frühere Partnerin von Wladimir Fjodorow. Tatjana Nawka heiratete den Trainer und ehemaligen Eistänzer Alexander Schulin im Jahr 2000 und machte eine Babypause. Ihre Tochter Sasha wurde im Mai 2000 geboren.
Nachdem sich Roman Kostomarow aufgrund von Erfolglosigkeit von Anna Semenowitsch getrennt hatte und Tatjana Nawka ihre Babypause beendet hatte, starteten beide wieder zusammen. Sie trainierten fortan bei Nawkas Ehemann Alexander Schulin und bei Jelena Tschaikowskaja in Hackensack, New Jersey.
In das Jahr 2003 gingen Nawka und Kostomarow erstmals als russische Meister. Bei der Europameisterschaft gewannen sie mit Bronze ihre erste Medaille bei einer großen internationalen Meisterschaft.
Die Saison 2003/2004 begann mit Siegen bei sämtlichen Grand-Prix-Wettbewerben, an denen sie teilnahmen, namentlich Skate Canada, Cup of Russia und Cup of China. Auch das Grand-Prix-Finale konnten sie für sich entscheiden. Außerdem verteidigten sie ihren Titel bei den russischen Meisterschaften. In Budapest wurden sie erstmals Europameister und in Dortmund erstmals Weltmeister. Somit gewannen sie in dieser Saison alle Wettbewerbe, bei denen sie angetreten waren.
Nachdem Nawka und Kostomarow in der Saison 2004/2005 ihren Titel beim Grand-Prix-Finale verteidigt hatten, verteidigten sie in Turin auch ihren Europameisterschaftstitel und in Moskau ihren Weltmeisterschaftstitel.
In der Saison 2005/2006 siegten Nawka und Kostomarow zum dritten Mal hintereinander beim Grand-Prix-Finale. In Lyon wurden sie zum dritten Mal in Folge Europameister. Zum Abschluss ihrer Karriere gewannen sie olympisches Gold in Turin. Bei den Olympischen Spielen waren der Pflichttanz und der Originaltanz durch für das Eistanzen ungewöhnlich viele Fehler und Stürze durch Medaillenkandidaten gekennzeichnet. Nachdem Nawka/Kostomarow im Pflichttanz noch den zweiten Platz belegt hatten, gewannen sie sowohl den Originaltanz, als auch den Pflichttanz und wurden so Olympiasieger. Sie hatten über alle drei Teilwettbewerbe die wenigsten Fehler gemacht.
Ende des Jahres 2007 gaben Nawka und Schulin ihre Trennung bekannt.
2015 heiratete sie den Kreml-Sprecher Dmitri Sergejewitsch Peskow.

## Sanktionen
Im März 2022 wurde sie aufgrund des russischen Überfalls auf die Ukraine auf eine Sanktionsliste der Vereinigten Staaten gesetzt. Im Juni 2022 wurde sie auf eine Sanktionsliste der Europäischen Union gesetzt.

## Ergebnisse

### Eistanz
(mit Roman Kostomarow)
| Meisterschaft / Jahr           | 1999  | 2000  | 2001  | 2002  | 2003  | 2004  | 2005  | 2006  |
| ------------------------------ | ----- | ----- | ----- | ----- | ----- | ----- | ----- | ----- |
| Olympische Winterspiele        |       |       |       | 10.   |       |       |       | 1.    |
| Weltmeisterschaften            | 12.   |       | 12.   | 8.    | 4.    | 1.    | 1.    |       |
| Europameisterschaften          | 11.   |       | 9.    | 7.    | 3.    | 1.    | 1.    | 1.    |
| Russische Meisterschaften      | 3.    |       | 2.    | 2.    | 1.    | 1.    |       | 1.    |
| –                              |       |       |       |       |       |       |       |       |
| Grand-Prix-Wettbewerb / Saison | 98/99 | 99/00 | 00/01 | 01/02 | 02/03 | 03/04 | 04/05 | 05/06 |
| Grand-Prix-Finale              |       |       |       |       | 2.    | 1.    | 1.    | 1.    |
| Skate America                  |       |       |       | 4.    | 2.    |       |       |       |
| Skate Canada                   |       |       |       |       |       | 1.    |       |       |
| Trophée Eric Bompard           |       |       |       |       |       |       | 1.    |       |
| Cup of Russia                  | 3.    |       | 4.    | 4.    | 2.    | 1.    | 1.    | 1.    |
| NHK Trophy                     | 5.    |       | 6.    |       |       |       | 2.    |       |
| Cup of China                   |       |       |       |       |       | 1.    |       | 1.    |

(mit Nikolai Morosow für Belarus)
| Meisterschaft / Jahr          | 1997 | 1998 |
| ----------------------------- | ---- | ---- |
| Olympische Winterspiele       |      | 16.  |
| Weltmeisterschaften           | 14.  | 10.  |
| Europameisterschaften         | 12.  | 10.  |
| Belarussische Meisterschaften | 1.   | 1.   |

(mit Samwel Gesaljan für die Sowjetunion und Belarus)
| Meisterschaft / Jahr           | 1992  | 1993  | 1994  | 1995  |
| ------------------------------ | ----- | ----- | ----- | ----- |
| Olympische Winterspiele        |       |       | 11.   |       |
| Weltmeisterschaften            |       | 9.    | 5.    | 7.    |
| Europameisterschaften          |       | 9.    | 10.   | 4.    |
| Belarussische Meisterschaften  |       |       | 1.    |       |
| –                              |       |       |       |       |
| Grand-Prix-Wettbewerb / Saison | 91/92 | 92/93 | 93/94 | 94/95 |
| Skate America                  | 1.    |       |       |       |
| Skate Canada                   |       |       | 2.    |       |
| Bofrost Cup on Ice             | 1.    |       |       |       |
| NHK Trophy                     |       | 7.    | 4.    | 2.    |